# Hanna Harder
Hanna Harder, eigentlich Johanna Harder, geb. Kleemann, (* 2. April 1868 in Wismar; † 1936 in Bremen - Huchting) war eine deutsche Politikerin (SPD) und Mitgründerin der Arbeiterwohlfahrt (AWO) in Bremen.

## Biografie
Harder war die Tochter von Julie und Friedrich Kleemann aus Wismar. Sie heiratete Friedrich Harder (?–1923), ein Schmied aus Krakow am See; beide hatten einen Sohn. 1934 heiratete sie erneut. 
Sie war in Bremen Mitglied und seit 1909 Vorsitzende der Gewerkschaft der Hausangestellten. Im Ersten Weltkrieg wirkte sie als Jugendpflegerin, Leiterin der Beratungsstelle für Hausangestellte und der Kriegskochkurse. Sie war im Vorstand der Volksspeisung sowie des Mutterschutzbundes und sie wirkte für den Verband für Konsuminteressen. 1917 übernahm sie die Leitung einer Arbeitsvermittlungsstelle und der Beratungsstelle für Hausangestellte und 1918 wurde sie die Vorsitzende der entsprechenden Fachorganisation. Senator Hermann Hildebrand bat sie um Teilnahme in nationalen Hilfsdiensten. 
Harder wurde vor 1919 Mitglied der SPD. Nur wenige Mitglieder der Bremischen Bürgerschaft waren von 1920 bis 1933 Frauen. Sie war 1919/20 Mitglied der Bremer Nationalversammlung und von 1920 bis 1930 Mitglied der Bürgerschaft. Sie war Mitglied der Deputation des Gesundheitswesen, dann seit 1921 Mitglied der Behörde für das Jugendamt und zeitweise des Ausschusses für das Wohnungswesen. 
Sie unterstützte 1919 die Gründung der Arbeiterwohlfahrt (AWO) durch Marie Juchacz als Arbeitsgemeinschaft der SPD. Von 1920 bis 1928 war sie Vorsitzende der von ihr mitgegründeten AWO in Bremen. Sie wirkte zudem im Vorstand des Verbandes für Mutterschutz und Sexualreform und  war ab 1928 dort Schriftführerin. 
Harder war bedeutend in der Bremer Frauenbewegung. Sie wohnte zuletzt ab 1929 in der bremischen Landgemeinde Huchting bei ihrem Sohn Paul.

## Ehrungen
- In Bremen-Obervieland, Ortsteil Kattenesch, wurde 1996 die Hanna-Harder-Straße nach ihr benannt.
- Die AWO-Seniorenwohnanlage Hanna-Harder-Haus beim Aalto-Hochhaus in der Vahr erhielt ihren Namen.